# Xã Wayne, Quận Bartholomew, Indiana
Xã Wayne (tiếng Anh: Wayne Township) là một xã thuộc quận Bartholomew, tiểu bang Indiana, Hoa Kỳ. Năm 2010, dân số của xã này là 3.815 người.